# La Villedieu-en-Fontenette
La Villedieu-en-Fontenette é uma comuna francesa na região administrativa de Borgonha-Franco-Condado, no departamento de Alto Sona. Estende-se por uma área de 9,65 km². Em 2010 a comuna tinha 174 habitantes (densidade: 18 hab./km²).